# Jagdgeschwader 53
Jagdgeschwader 53 (zkr.: JG 53, přezdívka: „Pik As“; ~ stíhací eskadra 53) byla stíhací eskadra německé Luftwaffe za druhé světové války. Nasazena byla především v bojích v západní Evropě, například v bitvě o Francii nebo bitvě o Británii a dále v oblasti Středozemního moře. JG 53, jejíž vznik se datuje do roku 1937, byla velmi dobře známa pod přezdívkou „Pik As“ (česky: Pikové eso) a jednalo se o jednu z nejstarších německých stíhacích eskader nasazených ve 2. světové válce. JG 53 létala během války se stroji Messerschmitt Bf 109 různých vývojových verzí.